# Impasse Jean-Beausire
Impasse Jean-Beausire är en återvändsgata i Quartier de l'Arsenal i Paris fjärde arrondissement. Gatan är uppkallad efter den franske arkitekten Jean Beausire (1651–1743). Impasse Jean-Beausire börjar vid Rue Jean-Beausire 19.

## Omgivningar
- Saint-Paul-Saint-Louis
- Passage Jean-Beausire

## Bilder
| - Gatuskylt. - Saint-Paul-Saint-Louis. |

## Kommunikationer
- Tunnelbana – linjerna    – Bastille
- Tunnelbana – linje  – Chemin Vert
- Busshållplats Bastille – Beaumarchais – Paris bussnät

### Webbkällor
- ”Impasse Jean-Beausire”. Mairie de Paris. https://web.archive.org/web/20160303210346/http://www.v2asp.paris.fr/commun/v2asp/v2/nomenclature_voies/Voieactu/4770.nom.htm. Läst 16 oktober 2023.
- ”Impasse Jean-Beausire”. Les rues de Paris. https://web.archive.org/web/20190927033941/http://www.parisrues.com/rues04/paris-04-impasse-jean-beausire.html. Läst 16 oktober 2023.